# Konsignationslager
Ett konsignationslager är ett varulager som är placerat hos en återförsäljare men som juridiskt fortfarande tillhör tillverkaren, men även återförsäljaren kan placera ett konsignationslager hos en större kund.
Det vanliga är att en återförsäljare antingen köper varor från tillverkaren (direkt eller genom grossist) och sedan säljer dem vidare till slutkunder (vilket har fördelen att kunden kan få sin vara direkt men nackdelen att återförsäljaren måste låsa kapital i varulagret) eller att återförsäljaren bara har demoexemplar eller informationsblad om produkterna och att de vid beställning från kund måste levereras från fabrik (vilket blir billigare för återförsäljaren men leder till längre leveranstider).
I de sammanhang konsignationslager används är det viktigt att det framgår tydligt att varorna inte tillhör återförsäljaren, så i händelse av återförsäljarens konkurs återgår varorna till tillverkaren och kan inte säljas för att få fram pengar till konkursförvaltarens fordringsägare.

## Koncept
Konsignation (latin  consignatio : värdepapperisering, dokument) är en traditionell juridisk och redovisningsteknisk term för logistik och affärshantering och beskriver en speciell leveransform av varor.

### Tre villkor måste vara uppfyllda för att vara konsignation
1.) Leverantören gör varor fysiskt tillgängliga på kredit för försäljningsagenten i avtalade kvantiteter.
- Det är en typ av försäljningsförfarande där risken ligger hos leverantören och låter agenten koncentrera sig på försäljningen och inte behöver kapital för att täcka varorna.
  - Den används av leverantörer som saknar, har brister eller mindre egna försäljningsorganisationer. Eller så finns det svårigheter att rekrytera tillräckligt rika återförsäljare för att sälja varorna direkt till återförsäljare.
  - Det kan också vara en försäljningsform direkt till en slutkund. Agenten och tredje part kan vara desamma, som en regering, kung kejsare, etc.
    - Få ett gratis lager för egen konsumtion, där man betalar för den faktiska förbrukningen, kan vara den form som passar kunden som vinner en upphandling.
    - Genom att förse kunden med lager, uppmuntrar leverantören konsumtion och försäljning.

2.) Försäljningsagenten får alltid betalningen från tredje part (annars är det en annan form av försäljningssystem)
- Leverantören betalas vanligtvis av försäljningsagenten när varorna säljs och betalas av tredje part.
- Avtalet innefattar i många fall att leverantören kontinuerligt fyller på försäljningslagren.

3.) Ägarskapet är fortfarande hos leverantören.
- Detta innebär i bokföringen att det representerar en form av kredit från leverantören och en skuld för säljagenten.
- Och i juridiska tvister eller konkurser är det leverantörens och inte försäljningsagentens egendom.

### Förfarandet är traditionellt och praktiseras fortfarande ofta, mycket vanligare än det verkar
- Inom kommersiell sjöfart har konsignation traditionellt också använts, där en kapten säljer och köper på konsignationsarrangemang för en annan i en avlägsen hamn.
- Auktionshuset genomför vanligtvis sina auktioner genom en form av konsignationsarrangemang.
- Värdepappershandel via en värdepappersförvaring på internethandel är en form av konsignationsarrangemang.
- Många franchiseprogram är konsignationsarrangemang.
- Många hemförsäljningssystem är konsignationsarrangemang.
- Ungdomar som säljer lotter eller julkalendrar för sin idrottsförening gör det vanligtvis med ett konsignationsarrangemang.
- Det finns en begagnad marknad där varorna säljs med ett konsignationsarrangemang.

### Vissa andra fall är inte konsignation
- Fastighetsmäklare arbetar inte på konsignation. Agenten är bara arrangören, kontrakt upprättas direkt mellan den första och tredje parten (på grund av fastighetsregistrering och skattefrågor)
- Triangulär gränsöverskridande handel med en handelsagent är i allmänhet inte konsignation.
  - Detta beror på att varorna aldrig lämnar leverantören, då denne skickar varorna direkt till tredjepartskunden. Detta gäller även inköp och försäljning i begreppet mellanhänder i triangulär gränsöverskridande handel enligt EU:s momsdirektiv.
  - Det nuvarande grundläggande problemet med gränsöverskridande konsignationshandel är att leverantören äger varorna. 
    - Leverantören som skickar sina varor till vårdagenterna måste göra export / import med sig själv och måste därför vara registrerad i båda länderna för moms och i många fall vid tullen.
    - Många multinationella företag i gruppen är dock registrerade i flera länder och kan exportera/importera varor i handel med egna lokala koncernföretag via interna clearingkonton. Den gränsöverskridande fasen ingår då inte i konsignationshandeln. Sändningshandeln utförs i detta fall därefter på nationell nivå av koncernföretagets lokala filial. (konsignation är en teknisk juridisk och bokföringsmässig term och handel bör redovisas på detta sätt)

  - Lösningen att överföra äganderätten till varor som betalas på kreditvillkor som liknar konsignation gör det till en annan form av handels än konsignation. Då är det återförsäljarhandel, på kredit.
  - Den traditionella formen i kommersiell sjöfart, där en kapten säljer och köper på sändning för en annan i en avlägsen (gränsöverskridande) hamn är i allmänhet inte längre möjlig.
    - Detta, på grund av tull- och momsbestämmelser, är vanligtvis knutet till ägaren snarare än tidigare till varor som faktiskt flyttas fysiskt över gränserna.
    - Dagens transportföretag har hittat andra system än konsignation.

### Nedgången av den internationella konsignationshandeln har påverkat vardagsspråkliga uttryck
Internationellt är denna tidigare vanliga form av internationell konsignationshandel numera ganska sällsynt. Därför har konceptet i många länder fokuserats på specifik handel med inrikes konsignation.
Detta innebär att det traditionella allmänna uttrycket för konsignation i vardagsspråket i många länder har blivit ett begrepp för en speciell form av konsignation och som då ses som konsignations enda form.

### I juridik och redovisning är uttrycket alltid mycket exakt
Men i affärsjuridik eller redovisning är begreppet sändning mycket tydligt och allmänt.
Det är viktigt att juristen och revisorn har en tydlig uppfattning om vad konsignation är. Detta för att kunna förklara det korrekt och hävda parternas rättigheter och skyldigheter, även om begreppet sändning inte specificeras i avtalen.
De lagliga villkoren för konsignation har varit tydliga sedan urminnes tider.